# Сухањ
Сухањ (пољ. Suchań) је град у Пољској у Војводству Западно Поморје у Повјату старгардском. Према попису становништва из 2011. у граду је живело 1.496 становника.

## Становништво
Према прелиминарним подацима са пописа, у граду је 2011. живело 1.496 становника.
| 2002. | 2011. | 2012. |
| ----- | ----- | ----- |
| 1.487 | 1.496 | 1.475 |